# Troy (Kansas)
Pour les articles homonymes, voir Troy (homonymie).
La ville de Troy est le siège du comté de Doniphan, situé dans le Kansas, aux États-Unis.